# Lamprogaster taeniata
Lamprogaster taeniata är en tvåvingeart som beskrevs av Wulp 1885. Lamprogaster taeniata ingår i släktet Lamprogaster och familjen bredmunsflugor. Inga underarter finns listade i Catalogue of Life.